# Таскалуса (Алабама)
Таскалуса (енгл. Tuscaloosa, IPA: /) град је у америчкој савезној држави Алабама, у округу Таскалуса. Налази се на западу Алабаме и пети је град по величини у тој савезној држави. Лежи на реци Црни Ратник. По попису становништва из 2010. године у њему је живело 90.468 становника.
Таскалуса је индустријски, трговачки, здравствени и образовни центар западне Алабаме. У овом граду се такође налази Универзитет Алабаме. Иако је град привукао пажњу међународне заједнице када је Мерцедес изјавио да ће отварати своју прву аутомобилску фабрику у САД, овдје, у округу Таскалуса, универзитет је остао доминантан у економском и културном смислу.

## Географија
Таскалуса се налази на надморској висини од 68 m.

### Клима
У Таскалуси је суптропска клима. Најнижа икад измјерена температура је била –18.3 °C, а највиша 41,7 °C.
| Мјесец                    | Јан     | Феб     | Мар     | Апр     | Мај     | Јун     | Јул     | Ауг     | Сеп     | Окт     | Нов     | Дец     | Годишње     |
| ------------------------- | ------- | ------- | ------- | ------- | ------- | ------- | ------- | ------- | ------- | ------- | ------- | ------- | ----------- |
| Средњи максимум °F (°C)   | 58 (15) | 61 (16) | 67 (20) | 77 (26) | 84 (28) | 91 (33) | 93 (34) | 93 (34) | 87 (30) | 78 (25) | 66 (19) | 58 (15) | 76 (24.4)   |
| Средњи минимум °F (°C)    | 35 (2)  | 38 (4)  | 43 (6)  | 51 (10) | 59 (15) | 67 (20) | 70 (21) | 69 (21) | 63 (17) | 51 (11) | 39 (4)  | 35 (2)  | 52 (11.1)   |
| Количина падавина: инч/mm | 5 / 127 | 5.5 140 | 6.1 155 | 4.3 110 | 4.4 113 | 3.4 168 | 4.0 102 | 3.0 76  | 3.3 84  | 2.7 69  | 3.9 99  | 4.7 119 | 50.3 / 1278 |

Source: weatherbase.com

## Демографија
Према попису становништва из 2010. у граду је живело 90.468 становника, што је 12.562 (16,1%) становника више него 2000. године.
|                   | 2020.           | 2010.           | 2000.           |
| Укупно            | 99 600 (100,0%) | 90 468 (100,0%) | 77 906 (100,0%) |
| Белци             | 47 663 (47,85%) | 47 574 (52,59%) | 41 667 (53,48%) |
| Афроамериканци    | 40 867 (41,03%) | 37 543 (41,50%) | 33 287 (42,73%) |
| Хиспаноамериканци | 5 438 (5,460%)  | 2 705 (2,990%)  | 1 092 (1,402%)  |
| Остали            | 3 280 (3,293%)  | 980 (1,083%)    | 698 (0,896%)    |
| Азијати           | 2 352 (2,361%)  | 1 666 (1,842%)  | 1 162 (1,492%)  |

| Година | Бр. становника |
| ------ | -------------- |
| 1860.  | 3.989          |
| 1870.  | 1.689          |
| 1880.  | 2.418          |
| 1890.  | 4.215          |
| 1900.  | 5.094          |
| 1910.  | 8.407          |
| 1920.  | 11.996         |
| 1930.  | 20.659         |
| 1940.  | 27.493         |
| 1950.  | 46.396         |
| 1960.  | 63.370         |
| 1970.  | 65.773         |
| 1980.  | 75.211         |
| 1990.  | 77.759         |
| 2000.  | 77.906         |